# Sierra de Ojos-Albos
La sierra de Ojos-Albos es un formación montañosa del Sistema Central en la provincia de Ávila junto a Ojos-Albos, la población del mismo nombre. 

## Paisaje
Su característico paisaje muestra espectaculares despoblamientos. Es habitual encontrar en sus parajes numerosos ejemplares de vacas negras avileñas, especialmente en el Puerto de la Cruz de Hierro, el paso de montaña que atravesando la sierra comunica Aldeavieja (Ávila) con el Campo Azálvaro. La instalación de un importante parque eólico en el Puerto de la Cruz del Hierro ha modificado el aspecto del paisaje y ha afectado al equilibrio medioambiental[cita requerida]. 
Esta sierra es considerada como uno de los monte-isla de la Sierra de Guadarrama, que tiene una extensión notablemente mayor. Constituida fundamentalmente por cuarcitas y pizarras ordovícicas, cierra la depresión de El Espinar a lo largo de otra fractura NE, la falla de la Paramera-Cruz de Hierro.

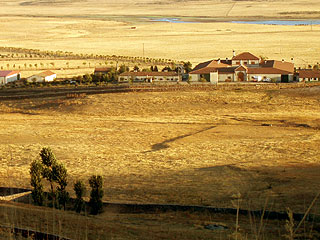
Vista del Campo Azálvaro desde el puerto de la Cruz del Hierro en el verano de 2005.

## Ocupación humana
Existes evidencias de poblaciones humanas de hace más de 7000 años